# Sainte-Lucie aux Jeux olympiques d'été de 2016
Sainte-Lucie participe aux Jeux olympiques d'été de 2016 à Rio de Janeiro au Brésil du 5 août au 21 août. Il s'agit de sa 6e participation à des Jeux d'été.
Levern Spencer est la seule sportive a revenir aux jeux après ceux de 2012 où elle avait terminé 19e. Déjà porte-drapeau en 2008 à Pékin, elle représente aussi en 2016 le pays lors de la cérémonie d'ouverture.

## Athlétisme
Le pays dispose d'un quota de deux places en saut en hauteur féminin, les deux athlètes ayant particulièrement brillé aux Jeux panaméricains de 2015 avec une médaille d'or et une 5e place.
Jahvid Best, ancien joueur de football américain des Lions de Détroit est aligné sur la distance du 100m.
Hommes
| Athlète     | Épreuve    | Séries   | Séries | Quarts de finale | Quarts de finale | Demi-finales | Demi-finales | Finale   | Finale  |
| Athlète     | Épreuve    | Résultat | Rang   | Résultat         | Rang             | Résultat     | Rang         | Résultat | Rang    |
| ----------- | ---------- | -------- | ------ | ---------------- | ---------------- | ------------ | ------------ | -------- | ------- |
| Jahvid Best | 100 mètres |          |        | 10 s 39          | 7e               | Éliminé      | Éliminé      | Éliminé  | Éliminé |

Femmes
| Athlète          | Épreuve         | Qualifications | Qualifications | Finale      | Finale |
| Athlète          | Épreuve         | Performance    | Rang           | Performance | Rang   |
| ---------------- | --------------- | -------------- | -------------- | ----------- | ------ |
| Jeanelle Scheper | Saut en hauteur |                |                |             |        |
| Levern Spencer   | Saut en hauteur |                |                |             |        |

## Natation
Femmes
| Athlète       | Compétition     | Séries | Séries | Demi-finales | Demi-finales | Finale | Finale |
| Athlète       | Compétition     | Temps  | Rang   | Temps        | Rang         | Temps  | Rang   |
| ------------- | --------------- | ------ | ------ | ------------ | ------------ | ------ | ------ |
| Jordan Augier | 50 m nage libre |        |        |              |              |        |        |

## Voile
M* = Course aux médailles ; EL = Non qualifié
| Athlète(s)              | Compétition         | Courses | Courses | Courses | Courses | Courses | Courses | Courses | Courses | Courses | Courses | Courses | Total net | Rang |
| Athlète(s)              | Compétition         | 1       | 2       | 3       | 4       | 5       | 6       | 7       | 8       | 9       | 10      | M*      | Total net | Rang |
| ----------------------- | ------------------- | ------- | ------- | ------- | ------- | ------- | ------- | ------- | ------- | ------- | ------- | ------- | --------- | ---- |
| Stephanie Devaux-Lovell | Laser Radial femmes |         |         |         |         |         |         |         |         |         |         |         |           |      |